# Hedysarum boutignyanum

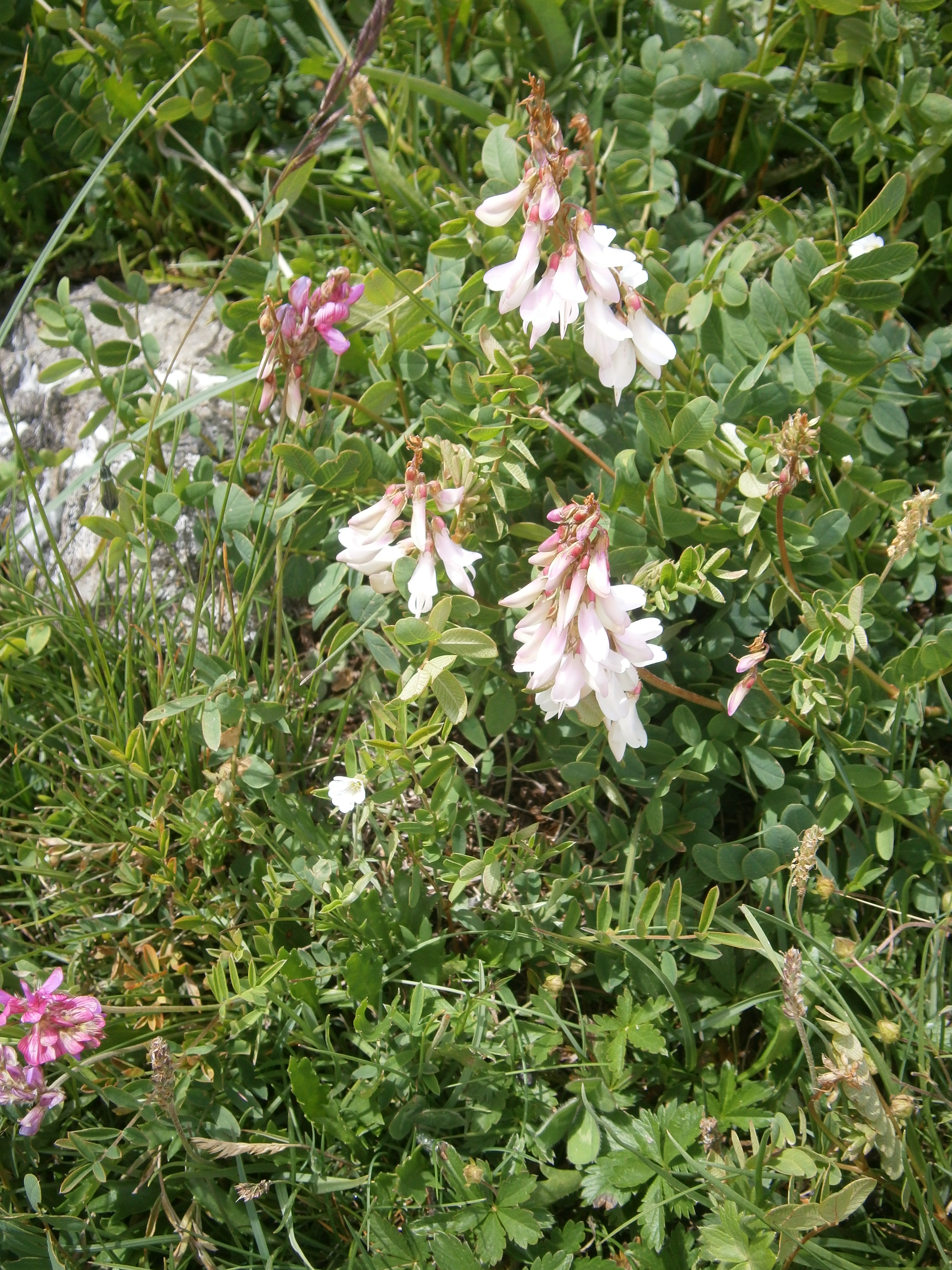

Hedysarum boutignyanum là một loài thực vật có hoa trong họ Đậu. Loài này được (A.Camus) Alleiz. miêu tả khoa học đầu tiên.